# C/1956 R1 (Аренда — Ролана)
Комета Аренда — Ролана была открыта 8 ноября 1956 года бельгийскими астрономами С. Ареном и Ж. Роланом по фотографиям. Это была восьмая комета открытая в 1956 году, и она была названа Аренда — Ролана 1956h в честь её первооткрывателей. Поскольку это была третья комета, проходившая через перигелий в 1957 году, впоследствии она была переименована в 1957 III. В итоге Международный астрономический союз присвоил ей обозначение C/1956 R1 (Arend–Roland), с добавлением «C/», обозначающим, что это долгопериодическая комета и «R1», обозначающим, что это была первая комета, обнаруженная в течение половины месяца, обозначенного буквой «R» (то есть в период с 1 по 15 сентября).

## Примечание
1. ↑  Horizons output. Barycentric Osculating Orbital Elements for Comet C/1956 R1 (Arend–Roland). Дата обращения: 12 марта 2011. Архивировано 14 сентября 2012 года. (Solution using the Solar System Barycenter and barycentric coordinates. Select Ephemeris Type: Elements and Center: @0).
2. 1 2  JPL Small-Body Database
3. ↑  Kaler, James B. The ever-changing sky: a guide to the celestial sphere (англ.). — Cambridge University Press, 2002. — P. 358. — ISBN 0521499186.
4. ↑  Cometary Designation System // IAU Minor Planet Center. — Center for Astrophysics, Harvard University. Архивировано 2 ноября 2012 года.